# Американски енот
Американският енот, нарича се още енот, миеща мечка (на латински: Procyon lotor) е средноголям бозайник, разпространен в Северна Америка. След интродукции в средата на 20 век ареалът му се разширил в Европа, Кавказ и Япония. Оригиналният му хабитат са широколистни и смесени гори, но може лесно да се адаптира в планински условия, крайбрежия и дори градски региони, където може да лови вредители.

## Описание
С дължина на тялото 41 – 72 cm и тегло 3,6 – 9 кг, енотът е най-големият представител на семейство енотови. Гъстият му подкосъм, който служи за изолация при студено време, заема почти 90% от сивата му козина. Двете най-интересни приспособления на енота са неговите свръхчувствителни лапи и лицева маска. Тези приспособления имат място в митологията на индианските племена. Проучвания показват, че енотите могат да запомнят неща в период до три години. Принадлежат към групата на всеядните и са обикновено нощни животни. Храната им се състои от 40% безгръбначни, 33% растения и 27% гръбначни.
Енотите имат специфично социално поведение. Особено специфична черта при тях е внезапното нападение срещу врага. Женските живеят заедно в своя собствена територия, докато мъжките живеят на групи до по четирима, за да пазят позициите си от нашественици по време на размножителния период. Територията е между 0,03 km² за женските в градовете до 49,5 km² за мъжките в прериите. След бременност около 65 дни, женският енот ражда между 2 и 5 малки през пролетта. Тези малки се изоставят от майката през есента. Докато пленени еноти са живели над 20 години, в естествената си среда те живеят средно 1,8 – 3,1 години. Ловът и контрабандата са двете най-чести причини за смъртта им.